# منتخب ترينيداد وتوباغو لكرة الطائرة للرجال
منتخب ترينيداد وتوباغو لكرة الطائرة للرجال (بالإنجليزية: Trinidad and Tobago men's national volleyball team)‏ هو ممثل ترينيداد وتوباغو الرسمي في المنافسات الدولية في كرة طائرة في فئة كرة الطائرة للرجال. داعش 